# Siemomysł
Siemomysł (?, 922 – ?, 950-es évek) a lengyel Piast-dinasztia csak a legendákból ismert uralkodói közül a negyedik, aki – ha valós személy – a 10. században élt.
Az első bizonyítottan létező lengyel uralkodó, I. Mieszko apja a mondák szerint. (Mieszko 935 körül született).